# صخور شمال بيناين النارية

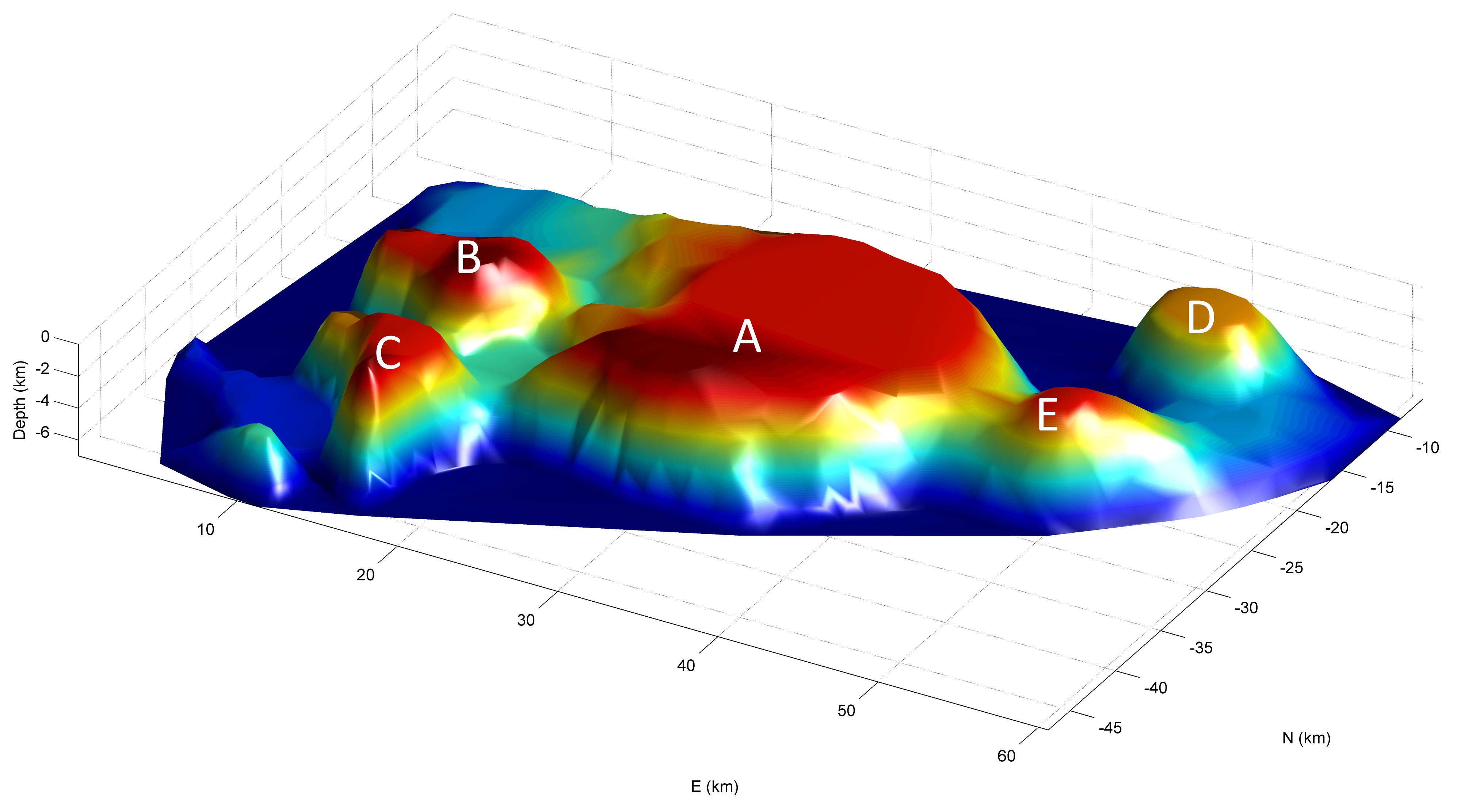

صخور شمال بيناين النارية، التي تُعرف أيضًا باسم جرانيت ويرديل هي عبارة عن صخور نارية جرانيتية صخور نارية توجد أسفل شمال شرق إنكلترا، وقد وصلت إلى هذا الموقع قبل ما يقرب من 400 مليون سنة في بداية العصر الديفوني.Kimbell, G.S., B. Young, D. Millward and Q. G. Crowley (2010). 'البيانات الجديدة لصخور شمال بنين النارية (جرانيت ويرديل) بشمال إنكلترا والخاصة بعمر هذه الصخور وتكوينها: ، مستندات جمعية يوركشاير الجيولوجية 58, 107-128; doi:10.1144/pygs.58.1.273</ref> وتتكون هذه الصخور النارية من خمس طبقات من كتل من الصخور البركانية وهي الصخور البركانية تينهيد وسكورديل ورولاندز جيل وكورنسي وويرديل. تُعتبر طبقة الصخور الجرانيتية البركانية ويرديل هي الأكبر بين هذه الطبقات والوحيدة التي تم إثبات وجودها (بواسطة نموذج)، وبعد تأكيد روهوب بوهول لافتراض مارتن بوت بأن شذوذًا كبيرًا في الجاذبية السلبية شذوذ في الجاذبية أسفل ويرديل تسبب في حدوث -اندساسات صخرية نارية. بكثافة منخفضة 

## تاريخ الدراسة
في عام 1934 نشر العالم الجيولوجي كينغسلي دانهام أوراقًا تفترض أن الترسبات الصخرية في الكتلة الصخرية ألستون تكونت بسبب اندساسات جرانيتية أسفل، ويرديل. وقد تم اختبار هذا الافتراض لاحقًا بواسطة دراسة على الجاذبية، حيث تم اكتشاف حدوث شذوذ كبير للجاذبية السلبية وهو الأمر الذي يدعم هذا الافتراض.
وفي أوائل ستينيات القرن العشرين تم حفر حفرة في روكهوب بواسطة جامعة دورهام، وقد أثبتت وجود الاندساس الصخري على عمق 390 مترًاm. وقد اكتشف أن هناك قمة تجوية ومن ثم لم يمكن عزوها إلى حدوث التكون المعدني الذي كان أساسًا للافتراض الذي اقترح وجودها لأول مرة.
وقد تم حفر حفرة أخرى في عام 2004 في إيستجيت وقد كان وجود الجرانيت يصل إلى مسافة 270 مترًا أسفل السطح 